# Щербедина
Щербедина — река в России, протекает по Саратовской области. Устье реки находится в 57 км по левому берегу реки Карай. Длина реки составляет 77 км. Площадь водосборного бассейна — 716 км².
Берёт начало из пруда, лежащего у села Ольгино Турковского района на высоте около 190 метров над уровнем моря. От истока течёт на юг через сёла Бороно-Михайловка, Глебовка, Ляховка, Ивановка, Николаевка, Каменка, Ильинка. В Шепелевке поворачивает на запад, протекает через Ольховку, Алексеевский и Бык. Впадает в реку Карай у села Усть-Щербедино на высоте 110 метров над уровнем моря.
Ширина реки у Глебовки — 17 метров, глубина — 1,2 метра, у Ольховки — 20 и 0,7 соответственно, у Быка — 40 и 1,6.

## Притоки
Объекты перечислены по порядку от устья к истоку.
- 5 км: Грязнуха[6] (лв)
- 12 км: овраг Крутой[3] (пр)
- 14 км: Канава[3] (пр)
- Щербедина[3] (лв)
- овраг Волчиха[3] (пр)
- овраг Березовый[3] (лв)
- овраг Сурчиный[3] (лв)
- Березовка[5] (лв)
- Студенка[5] (пр)

## Данные водного реестра
По данным государственного водного реестра России относится к Донскому бассейновому округу, водохозяйственный участок реки — Хопёр от истока до впадения реки Ворона, речной подбассейн реки — Хопёр. Речной бассейн реки — Дон (российская часть бассейна).
Код объекта в государственном водном реестре — 05010200112107000006053.